# Ашихмин, Валерий Николаевич
Вале́рий Никола́евич Аши́хмин (род. 21 февраля 1961, Кунгур, Пермская область, СССР) — российский учёный и программист, специализирующийся в области механики деформируемого твёрдого тела (МДТТ), мезомеханики, и численных методов МДТТ. Автор учебных пособий по математическому моделированию и программированию.

## Биография
Валерий Николаевич Ашихмин родился 21 февраля 1961 года, в городе Кунгур Пермского края. В 1984 году окончил Пермский государственный технический университет (ПГТУ) по специальности «инженер-механик-исследователь» с темой дипломной работы «Применение метода конечных элементов для моделирования структурно-неоднородных материалов». В декабре 1989 года защитил диссертацию на соискание степени кандидата технических наук. Тема диссертации: «Оптимальное проектирование гидроцилиндров минимального веса с заданными прочностными свойствами» (PDF).
С 1994 года — доцент кафедры Математического моделирования систем и процессов Пермского государственного технического университета. Также в 2004—2005 годах занимал пост заведующего кафедрой Информатики Лицея № 1.

## Научные интересы
Основные области научных интересов В. Н. Ашихмина:
- механика деформируемого твёрдого тела (МДТТ);
- многокритериальные и стохастические задачи оптимизации;
- мезомеханика, структурные и иерархические многоуровневые модели;
- метод конечных элементов (МКЭ) в задачах МДТТ;
- программное обеспечение для построения математических моделей МДТТ.

## Педагогическая деятельность
В. Н. Ашихмин ведёт активную преподавательскую деятельность в ПГТУ и Лицее № 1 по следующим дисциплинам:
- информатика и информационные технологии;
- информационные системы в экономике;
- визуальное и объектно-ориентированное программирование на Delphi;
- алгоритмические языки и программирование;
- технологии программирования;
- компьютерная графика;
- системное и прикладное программное обеспечение;
- объектно-ориентированный анализ и проектирование;
- концепции современного естествознания;
- численные методы;
- исследование операций;
- теория вероятности и математическая статистика;
- теоретическая механика;

а также ведёт элективные курсы по следующим предметам:
- математическое моделирование;
- теория массового обслуживания (ТМО);
- имитационное моделирование.

## Разработка программного обеспечения
Под руководством В. Н. Ашихмина разработано следующее программное обеспечение:
- Программный комплекс КАСКАД — «система автоматической генерации сетки треугольных или четырёхугольных элементов».
- Программа НЕАР — обработка результатов геодезической съёмки насыпей и отвалов. «Предназначена для автоматизации процесса обработки результатов геодезической съёмки насыпей или отвалов из сыпучих материалов с целью вычисления объёма насыпи и оценки веса материала.»
- Программный комплекс TELENET — «предназначен для решения задачи распределения каналов связи при анализе или проектировании первичной межстанционной сети электросвязи». Разработан на кафедре ММСП в 1997—2000 гг. Авторы: В. Н. Ашихмин, В. Ю. Столбов, Р. А. Микрюков.

В. Н. Ашихмин — автор учебного пособия «Объектно-ориентированное программирование на алгоритмическом языке Паскаль», опубликованного в 1997 году.

## Общественная деятельность
В. Н. Ашихмин неоднократно входил в состав организационного комитета и занимал пост ответственного секретаря Всероссийской школы-конференции молодых учёных и студентов «Математическое моделирование в естественных науках». Эта конференция была впервые организована кафедрой ММСП в 1993 году и впоследствии стала проводиться ежегодно.

## Публикации

### Учебно-методические работы
1. В. Н. Ашихмин, М. Е. Драхлин, Р. Н. Рудаков, П. В. Трусов. Выбор оптимальных параметров колебательной системы с двумя степенями свободы. Методические указания по выполнению расчётной работы на ЭВМ. — Пермь: РИО ППИ, 1986. 10 с.
2. В. Н. Ашихмин. Проведение вычислительных работ на персональном компьютере с использованием электронной таблицы SuperCalk 4. Практическое руководство для самостоятельной работы студентов и учащихся политехнического лицея. — Пермь: РИО ПГТУ, 1995. 51 с.
3. В. Н. Ашихмин. Объектно-ориентированное программирование на алгоритмическом языке Паскаль. Ч. 1. Принципы объектно-ориентированного программирования. Методическое пособие для самостоятельной работы студентов и учащихся политехнического лицея. — Пермь: РИО ПГТУ, 1997. 35 с. (текст в формате HTML)
4. В. Н. Ашихмин, М. Г. Бояршинов. Опыт разработки и внедрения программы непрерывного образования в области информационных технологий. // Труды международной научно-практической конференции «Проблемы непрерывного образования в системе обучения школа-вуз», Пермь, 27-29 сентября 1999 г. С. 88-96.
5. Введение в математическое моделирование. Учебное пособие. Под ред. П. В. Трусова. — М.: Интермет Инжиниринг, 2000. 336 с.
6. Введение в математическое моделирование. Учебное пособие. Под ред. П. В. Трусова. — М.: Логос, 2004. 440 с. Тираж: 1500. ISBN 5-94010-272-7.

### Статьи и тезисы докладов
Опубликован ряд статей, в том числе в известном международном научно-техническом журнале «Проблемы прочности» (см. список публикаций).